# Raúl Labrador

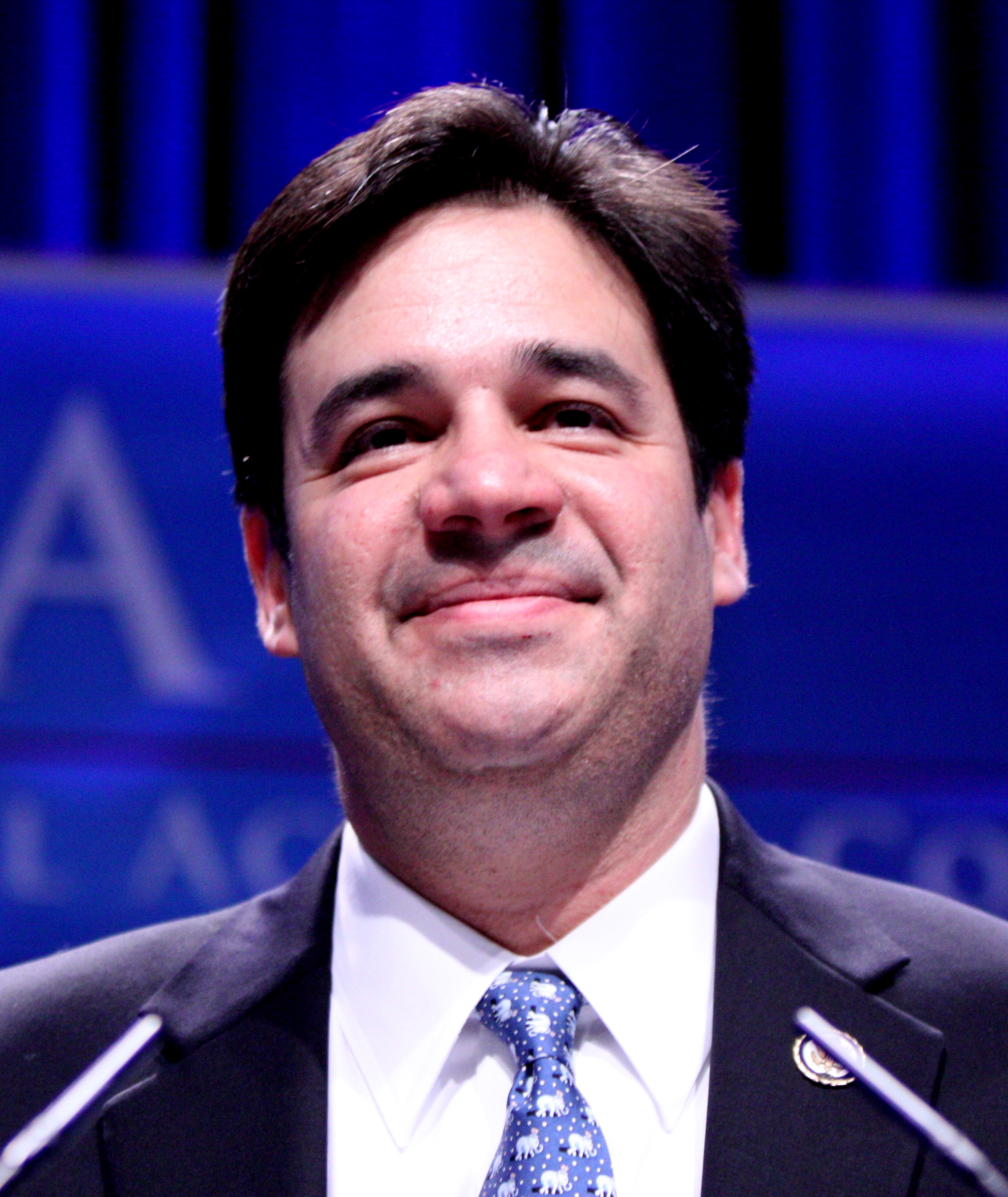
Raúl Labrador (2011)

Raúl Rafael Labrador (* 8. Dezember 1967 in Carolina, Puerto Rico) ist ein US-amerikanischer Politiker der Republikanischen Partei. Von 2011 bis 2019 vertrat er den Bundesstaat Idaho im US-Repräsentantenhaus. 2022 tritt Labrador erfolgreich zur Wahl für das Amt des Attorney General von Idaho an, das er seit dem 2. Januar 2023 bekleidet.

## Werdegang
Als Teenager kam Raúl Labrador mit seiner Mutter nach Las Vegas in Nevada. Später studierte er bis 1992 an der Brigham Young University in Provo (Utah). Nach einem anschließenden Jurastudium an der University of Washington in Seattle und seiner 1995 erfolgten Zulassung als Rechtsanwalt begann er in diesem Beruf zu arbeiten. Später ließ er sich in Idaho nieder. Politisch schloss er sich der Republikanischen Partei an. Zwischen 2006 und 2010 war er Abgeordneter im Repräsentantenhaus von Idaho. Dort setzte er sich erfolgreich gegen die Erhöhung der Benzinpreise ein.
Bei den Kongresswahlen des Jahres 2010 wurde Labrador im ersten Wahlbezirk von Idaho in das US-Repräsentantenhaus in Washington, D.C. gewählt, wo er am 3. Januar 2011 die Nachfolge des ihm zuvor unterlegenen Demokraten Walt Minnick antrat. Dort ist bzw. war er Mitglied im Ausschuss für natürliche Ressourcen und im Rechtsausschuss sowie in mehreren Unterausschüssen. Er gehört unter anderem auch der Congressional Hispanic Conference und dem Republican Study Committee an. Vormals war er zu dem auch Mitglied im  Committee on Oversight and Government Reform.  Mit seiner Frau Rebecca hat er fünf Kinder.
Bei den Kongresswahlen 2012 setzte Labrador sich mit 63:31 Prozent der Stimmen gegen den Demokraten Jimmy Farris durch, einen ehemaligen NFL-Football-Profi. In den Jahren 2014 und 2016 wurde er wiedergewählt. Bei den Kongresswahlen 2018 trat er nicht erneut an, um sich auf seine Kandidatur als Gouverneur von Idaho zu konzentrieren. Er verlor allerdings die republikanische Vorwahl gegen den späteren Amtsinhaber Brad Little. Sein Nachfolger im Repräsentantenhaus wurde Russ Fulcher.
Im Mai 2022 setzte sich Labrador in den Vorwahlen für das Amt des Attorney General von Idaho gegen den langjährigen Amtsinhaber Lawrence Wasden durch. Die Hauptwahl gewann er dann deutlich gegen den Demokraten Tom Arkoosh.